# Vatreni fetiš
Vatreni fetiš je sveska Zagora objavljena u svesci #177 u izdanju Veselog četvrtka. Na kioscima u Srbiji se pojavila 26. avgusta 2021. Koštala je 270 din. (2,27 €; 2,65 $) Imala je 94 strane. Sveska sadrži četvrti i poslednji deo duže epizode (na prvih 30 strana), koja je započela u #174 i nastavila se u #175 i #176. Epizoda Vatreni fetiš počinje na strani 37.

## Originalna epizoda
Originalna sveska pod nazivom Feticcio di fuoco objavljena je premijerno u #645. regularne edicije Zagora u izdanju Bonelija u Italiji 2. marta 2019. Četvrti deo epizodu je nacrtao novosadski crtač Bane Kerac, a scenario napisao Moreno Burattini. Novu epizodu koja polčinje na 37 strani nacrtala su braća Espozitio, a scenario napisao Moreno Buratini. Naslovnicu je nacrtao Alessandro Piccinelli. Koštala je 4,4 €.

## Kratak sadržaj
Nakon što su ušli u pueblo Teon, Julija Šulcev zahteva od Makflaja da joj objasni kako se ulazi u odaju u kojoj se nalazi spisi iz Aleksandrijske biblioteke. Makflaj pokazuje na astrolab ugraviran na zidu i objašnjava da na osnovu njega može da se dođe do papirusa. Šulceva naređuje da se razbije zid iznad astrolaba. Nakon toga nailaze na još jedna starogrčki epitaf koji je Makflaj uspeo da protumači. U tom trenutku Vargas, vođa grupe koja prati Šulcovu, otkazuje joj poslušnost i preuzima dominaciju nad situacijom, tvrdeći da će on preuzeti papiruse i unovčiti ih. Šulcova se buni, ali Vargas je udara i preti da će silovati. Za to vreme, Zagor stižu u pueblo i ubije sve Indijance koji čuvaju stražu i potom se sukobljava sa Vargasovom grupom. Pošto je Šulceva ostala bez pratnje, Makflaj oštro osuđuje njeno ponašanje i kaže joj da je sramota za ženski deo akademske zajednice. Nakon toga Šulceva skače sa puebla u bezdan da bi izvršila samoubistvo. Kada je Makflaj pokušao da izvadi papiruse iz konzervi, oni su mu se, nagriženi zubom vremena, raspali u rukama.

## Reprize u Srbiji
Ova epizoda objavljena je kao deo kolekcionarskog izdanja pod nazivom Pueblo!, koji je Veseli četvrtak objavio 27. januara 2022. Cena izdanja je bila 3.100 dinara (26,3 €). Imalo je preko 300 strana.

## Prethodna i naredna epizoda
Prethodna sveska Zagora nosila je naslov Tajanstveni pueblo (#176), a naredna Kromove sluge (#178).